# Premio Padma Shri
El  Premio Padma Shri es el cuarto reconocimiento civil más alto en la India, después del Bharat Ratna, el Padma Vibhushan y el Padma Bhushan. Otorgado por el Gobierno de India, se anuncia cada año en el día de República de India.

## Historia
Los Premio Padma Shri se fundaron en 1954 para ser otorgados a ciudadanos de India en reconocimiento a su distingida contribución en diversas esferas de actividad, incluyendo las Artes, Educación, Industria, Literatura, Ciencia, Deportes, Medicina, Servicio Social y Asuntos Públicos. También ha sido otorgado a algunos distinguidos individuos que no fueron ciudadanos de India, pero contribuyeron en varias maneras a India.
Hasta 2014, 2.679 personas han recibido el premio.